# Вільям Добсон

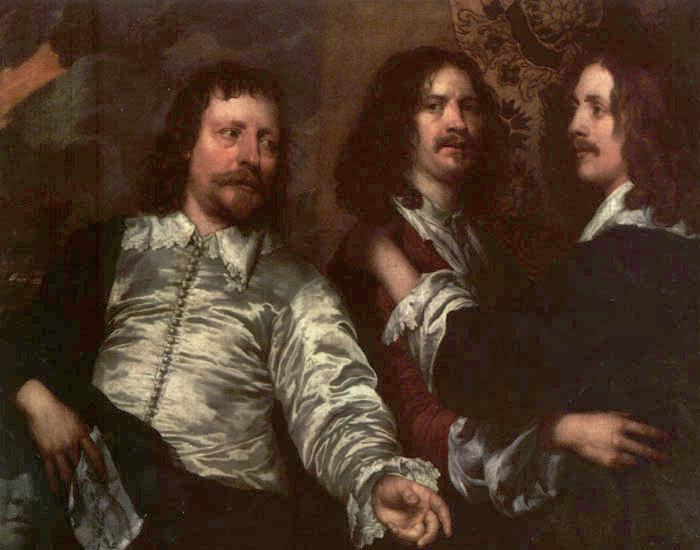
Вільям Добсон. Автопортрет з та Чарльзом Котреллом. Художник зобразив себе в центрі

Ві́льям До́бсон (англ. William Dobson, хрещений 24 лютого 1611 — похований 28 жовтня 1646) — один з перших значних англійських художників, за словами його сучасника Джона Обрі, «найбільш чудовий живописець з тих, що породила Англія».

## Біографія та творчість

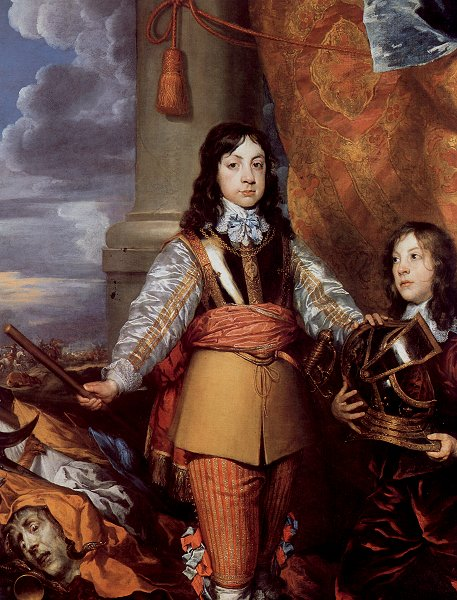
Вільям Добсон. Принц Уельський (Карл II) близько 1642–1643

Майбутній художник народився в Лондоні, в родині художника-декоратора Вільяма Добсона, і був відданий на навчання Вільяму Піку. Ймовірно, пізніше він працював в майстерні художника Френсіса Клейна. Добсон, як припускають дослідники, мав доступ до королівської колекції живопису та копіював твори Тиціана і Антоніса Ван Дейка, придворного художника короля Карла I. Колорит робіт Добсона сформувався під впливом венеційського живопису, але стиль Ван Дейка очевидно не мав скільки-небудь значного впливу на творчість художника. За легендою, Ван Дейк сам відкрив Добсона, коли побачив картину молодого художника у вікні однієї лондонської крамниці. Однак немає жодних підстав вважати, що це трапилося насправді. Достовірно невідомо як Добсон потрапив до двору короля, і отримав замовлення на виконання портретів його самого, його синів та придворних.

## Самостійна творчість
В 1630-х роках Добсон вже був самостійним художником, а після смерті Ван Дейка 1641 року зайняв його місце придворного живописця. Під час Англійської громадянської війни художник працював у роялістському центрі — Оксфорді та створив безліч портретів кавалерів — прихильників короля Англії. Зображення принца Уельського (майбутнього Карла II) у віці 12 років на тлі битви є одним з цікавих зразків барокового живопису, а також, можливо, найкращою роботою художника. Добсон також написав портрети герцога Йоркського, Руперта Пфальцького та Моріса Пфальцького.
Збереглося близько шістдесяти робіт художника, переважно це поясні портрети, виконані з 1642 року. Його творчий шлях був короткий, але портрети Добсона «Чудові за своїм технічноим блиском, прямотою та розкриттям характеру моделі». Соковиті мазки в його ранніх картинах пізніше поступилися місцем більш легким, прозорим, можливо, через брак матеріалу в останній період роботи в Оксфорді. Після взяття Оксфорда прихильниками парламенту в червні 1646 року Добсон повернувся до Лондона. Він залишився без покровительства та засобів до існування, був на короткий час поміщений у в'язницю за борги та помер у злиднях у віці тридцяти шести років. Похований у церкві Сент-Мартін-ін-зе-Філдс.

## Шлюби
Художник був двічі одружений. Його перша дружина Елізабет померла у 1634 році. Вдруге він одружився у 1637 році на Джудіт Сендер, яка пережила чоловіка.

## Уічнення пам'яті
Чотирьохсотріччя з дня народження Вільяма Добсона у 2011 році було відзначено виставками, створенням вебсайту Dobson Trail зі списком його картин. До ювілею BBC відзняла документальний фільм The Lost Genius of British Art: William Dobson, режисер Вальдемар Янушчак.
На думку Вотерхауса, Добсон — «найвидатніший чисто британський художник до Хогарта», як вважає Вальдемар Янушчак, він був «першим британцем, котрий народився генієм, першим справді чудовим англійським живописцем».

## Твори художника в музеях світу
Картини Добсона зберігаються в Лондонській Національній галереї, Національній галереї Шотландії, музеї Тейт Британія, Національній портретній галереї, Національному морському музеї, Квінс-гаусі, галереї Волкер (Ліверпуль), Художній галереї Ференца, Інституті мистецтва Курто, Далвічській картинній галереї, різних британських заміських замках і в Громадській художній галереї міста Данідін (Нова Зеландія).